# 小松左京マガジン
小松左京マガジン（こまつさきょうマガジン）は、2001年に小松左京の古稀を記念して発行された同人誌。季刊誌で年4回発行された。発行は株式会社イオが当たり、角川春樹事務所から販売された。小松が2011年7月に死去した後も続いたが、2013年に50巻で終刊。

## 概要
小松が自身の興味関心に応じて寄稿者や対談相手を選ぶ、「わがままな個人雑誌」を目指して創刊した。創刊号には桂米朝や萩尾望都、澤田隆治、とり・みき、福田紀一、石毛直道らが寄稿している。
編集同人は活動の全期をとおして同一メンバで、桂米朝、福田紀一、澤田隆治、石毛直道、萩尾望都、とり・みきがつとめた。